# Рафаел Гальярдо
Рафаел Гальярдо (порт. Rafael Galhardo, нар. 30 жовтня 1991, Нова-Фрібургу) — бразильський футболіст, правий захисник канадського клубу «Валор».
Виступав за молодіжну збірну Бразилії.

## Клубна кар'єра
Народився 30 жовтня 1991 року в місті Нова-Фрібургу. Вихованець футбольної школи місцевого клубу «Фрібургенсе».
У дорослому футболі дебютував 2009 року виступами за команду клубу «Фламенго», в якій за три сезони взяв участь лише в 13 матчах чемпіонату. 
Своєю грою за цю команду, втім, привернув увагу представників тренерського штабу «Сантуса», до складу якого приєднався 2012 року. У цій команді також мав проблеми з потраплянням до основного складу. З 2014 по 2015 рік грав на умовах оренди за команди «Баїя» та «Греміо».
8 січня 2016 року за 1 мільйон євро перейшов до бельгійського «Андерлехта».
У  2016 році на правах оренди перейшов до команди «Атлетіку Паранаенсі», а наступного сезону до іншого бразильського клубу «Крузейро», де відіграв лише дві гри.
З 2018 по 2020 роки захищав кольори «Васко да Гама». 3 березня 2019 року перейшов на правах оренди до «Греміо».
3 червня 2021 року захисник перебрався до канадської команди «Валор».

## Виступи за збірну
Протягом 2011–2012 років залучався до складу молодіжної збірної Бразилії. На молодіжному рівні зіграв у 12 офіційних матчах. Став переможцем молодіжного чемпіонату світу 2011 року.

## Титули і досягнення
- Чемпіон Бразилії: 2009
- Володар Кубка Бразилії: 2016
- Чемпіон світу (U-20): 2011
- Чемпіон Південної Америки (U-20): 2011